# Трилатерация
Трилатерация (от лат. trilaterus — трёхсторонний) — метод определения положения геодезических пунктов путём построения на местности системы смежных треугольников, в которых измеряются длины их сторон.
Является одним из методов определения координат на местности наряду с триангуляцией (в которой измеряются углы соответствующих треугольников) и полигонометрией (производится измерение как углов, так и расстояний). В основе трилатерации лежит линейная засечка.

## Математический вывод

### Вариант 1
В геометрии трёхмерная проблема трилатерации представляет собой нахождение координат точки пересечения трёх сфер, которые определяются путём решения системы уравнений. Чтобы упростить вычисления, полагаем, что центры всех трёх сфер лежат в плоскости {\displaystyle z=0}, один из них совпадает с началом координат, второй — лежит на оси {\displaystyle x}. Наложенные ограничения не уменьшают общности: к такому виду может быть приведена любая система соответствующих уравнений путём перехода к другой системе координат. Чтобы найти решение в исходной системе координат, к решению, найденному в этой (приведенной) системе координат, применяются преобразования, обратные к тем, которые позволили исходное множество из трёх точек привести в соответствие с ограничениями.
Начнём с уравнений для трёх сфер:
{\displaystyle {\begin{cases}r_{1}^{2}=x^{2}+y^{2}+z^{2}\\r_{2}^{2}=(x-d)^{2}+y^{2}+z^{2}\\r_{3}^{2}=(x-i)^{2}+(y-j)^{2}+z^{2}\\\end{cases}}}
Нужно найти точку {\displaystyle (x,y,z)}, удовлетворяющую всем трём уравнениям.
Вначале вычтем второе уравнение из первого и найдём {\displaystyle x}:
{\displaystyle x={\frac {r_{1}^{2}-r_{2}^{2}+d^{2}}{2d}}}.
Считаем, что первые две сферы пересекаются более, чем в одной точке, то есть {\displaystyle d-r_{1}<r_{2}<d+r_{1}}. В этом случае, подставляя выражение {\displaystyle x} в уравнение первой сферы, получаем уравнение окружности, которое является искомым пересечением первых двух сфер:
{\displaystyle y^{2}+z^{2}=r_{1}^{2}-{\frac {(r_{1}^{2}-r_{2}^{2}+d^{2})^{2}}{4d^{2}}}}.
Подставляем :{\displaystyle y^{2}+z^{2}=r_{1}^{2}-x^{2}} в уравнение третьей сферы и находим {\displaystyle y}:
{\displaystyle y={\frac {r_{1}^{2}-r_{3}^{2}-x^{2}+(x-i)^{2}+j^{2}}{2j}}={\frac {r_{1}^{2}-r_{3}^{2}+i^{2}+j^{2}}{2j}}-{\frac {i}{j}}x}.
Зная координаты {\displaystyle x} и {\displaystyle y} легко можно найти координату {\displaystyle z}:
{\displaystyle z=\pm {\sqrt {r_{1}^{2}-x^{2}-y^{2}}}.}
Теперь у нас есть все три координаты. Поскольку {\displaystyle z} выражается как положительный или отрицательный квадратный корень, у данной задачи может быть ноль, одно или два решения.
Это можно представить, взяв окружность, полученную от пересечения первых двух сфер, и отыскивая её пересечение с третьей сферой. Если эта окружность проходит вне третьей сферы, координата {\displaystyle z} равна корню из отрицательного числа, что означает отсутствие вещественного решения. Если окружность касается сферы ровно в одной точке, {\displaystyle z} равна нулю. Если окружность пересекает сферу в двух точках, {\displaystyle z} равна положительному или отрицательному корню из положительного числа.

### Вариант 2: без преобразования координат
Пользуясь тем, что каждая пара сфер пересекается по окружности, центр которой лежит на прямой, соединяющей центры сфер, и тем, что данная окружность лежит в плоскости, перпендикулярной данной прямой, можно решить задачу через линейную систему уравнений.
Пусть {\displaystyle O_{1}(x_{1},y_{1},z_{1}),O_{2}(x_{2},y_{2},z_{2}),O_{3}(x_{3},y_{3},z_{3})} — центры исходных сфер, {\displaystyle d_{ij}} — расстояния между центрами сфер, {\displaystyle X(x,y,z)} — искомая точка.
Найдём {\displaystyle O_{12}(x_{1}+\alpha (x_{2}-x_{1}),y_{1}+\alpha (y_{2}-y_{1}),z_{1}+\alpha (z_{2}-z_{1}))} — центр пересечения первых двух сфер.
{\displaystyle |O_{1}O_{12}|^{2}+|O_{12}X|^{2}=r_{1}^{2}},
{\displaystyle |O_{2}O_{12}|^{2}+|O_{12}X|^{2}=r_{2}^{2}}
Вычтем второе уравнение из первого:
{\displaystyle |O_{1}O_{12}|^{2}-|O_{2}O_{12}|^{2}=r_{1}^{2}-r_{2}^{2}}. Преобразуем:
{\displaystyle \alpha ^{2}|O_{1}O_{2}|^{2}-(1-\alpha )^{2}|O_{1}O_{2}|^{2}=r_{1}^{2}-r_{2}^{2}}
{\displaystyle \alpha ={\frac {1}{2}}+{\frac {r_{1}^{2}-r_{2}^{2}}{2d_{12}^{2}}}}
Искомая точка лежит в плоскости, проходящей через {\displaystyle O_{12}} и перпендикулярной {\displaystyle O_{1}O_{2}}. Поэтому для неё выполняется уравнение данной плоскости:
{\displaystyle (x-(1-\alpha )x_{1}-{\alpha }x_{2})(x_{2}-x_{1})+(y-(1-\alpha )y_{1}-{\alpha }y_{2})(y_{2}-y_{1})+(z-(1-\alpha )z_{1}-{\alpha }z_{2})(z_{2}-z_{1})=0}, или иначе:
{\displaystyle (x_{2}-x_{1})x+(y_{2}-y_{1})y+(z_{2}-z_{1})z=((1-\alpha )x_{1}+{\alpha }x_{2})(x_{2}-x_{1})+((1-\alpha )y_{1}+{\alpha }y_{2})(y_{2}-y_{1})+((1-\alpha )z_{1}+{\alpha }z_{2})(z_{2}-z_{1})}
После подстановки {\displaystyle \alpha } получим:
{\displaystyle (x_{2}-x_{1})x+(y_{2}-y_{1})y+(z_{2}-z_{1})z={\frac {1}{2}}(x_{2}^{2}-x_{1}^{2}+y_{2}^{2}-y_{1}^{2}+z_{2}^{2}-z_{1}^{2})+{\frac {r_{1}^{2}-r_{2}^{2}}{2d_{12}^{2}}}((x_{2}-x_{1})^{2}+(y_{2}-y_{1})^{2}+(z_{2}-z_{1})^{2})}
{\displaystyle (x_{2}-x_{1})x+(y_{2}-y_{1})y+(z_{2}-z_{1})z={\frac {1}{2}}(x_{2}^{2}-x_{1}^{2}+y_{2}^{2}-y_{1}^{2}+z_{2}^{2}-z_{1}^{2})+{\frac {r_{1}^{2}-r_{2}^{2}}{2}}}
Аналогично,
{\displaystyle (x_{3}-x_{1})x+(y_{3}-y_{1})y+(z_{3}-z_{1})z={\frac {1}{2}}(x_{3}^{2}-x_{1}^{2}+y_{3}^{2}-y_{1}^{2}+z_{3}^{2}-z_{1}^{2})+{\frac {r_{1}^{2}-r_{3}^{2}}{2}}}
Пересечение двух полученных плоскостей даёт прямую, перпендикулярную плоскости треугольника. Пересечение данной прямой с плоскостью треугольника даёт точку {\displaystyle O} — основание перпендикуляра из точки {\displaystyle X} на плоскость треугольника. Дополнив систему уравнением плоскости треугольника, получим линейную систему уравнений для координат точки {\displaystyle O}.
Уравнение плоскости треугольника:
{\displaystyle ((y_{3}-y_{1})(z_{2}-z_{1})-(y_{2}-y_{1})(z_{3}-z_{1}))(x-x_{1})+((z_{3}-z_{1})(x_{2}-x_{1})-(z_{2}-z_{1})(x_{3}-x_{1}))(y-y_{1})+((x_{3}-x_{1})(y_{2}-y_{1})-(x_{2}-x_{1})(y_{3}-y_{1}))(z-z_{1})=0},
где:
{\displaystyle {\vec {n}}((y_{3}-y_{1})(z_{2}-z_{1})-(y_{2}-y_{1})(z_{3}-z_{1}),(z_{3}-z_{1})(x_{2}-x_{1})-(z_{2}-z_{1})(x_{3}-x_{1}),(x_{3}-x_{1})(y_{2}-y_{1})-(x_{2}-x_{1})(y_{3}-y_{1}))} — векторное произведение {\displaystyle {\overline {O_{1}O_{2}}}} и {\displaystyle {\overline {O_{1}O_{3}}}}.
Коэффициенты при координатах искомой точки {\displaystyle O} образуют матрицу 3x3. Если центры исходных сфер не лежат на одной прямой, то данная матрица невырождена и искомые координаты находятся после применения обратной матрицы к правой части системы. Обозначим найденные координаты точки {\displaystyle O(x_{0},y_{0},z_{0})}. Тогда:
{\displaystyle {\begin{cases}x=x_{0}+k((y_{3}-y_{1})(z_{2}-z_{1})-(y_{2}-y_{1})(z_{3}-z_{1}))\\y=y_{0}+k((z_{3}-z_{1})(x_{2}-x_{1})-(z_{2}-z_{1})(x_{3}-x_{1}))\\z=z_{0}+k((x_{3}-x_{1})(y_{2}-y_{1})-(x_{2}-x_{1})(y_{3}-y_{1}))\\k=\pm {\frac {\sqrt {r_{1}^{2}-|OO_{1}|^{2}}}{2S_{O_{1}O_{2}O_{3}}}}\\\end{cases}}}

## Недостатки

### Первый
Контроль измерения расстояний и самих построений сети трилатерации слишком слаб, а в некоторых конфигурациях отсутствует совсем, что недопустимо в точных геодезических построениях. К примеру, в 1-м треугольнике с измеренными сторонами контроль измерений отсутствует полностью, так как не возникает ни одного условного уравнения то есть отсутствуют избыточные измерения; в геодезическом четырёхугольнике и центральной системе с измеренными сторонами возникает всего лишь одно условное уравнение, то есть присутствует недостаточное количество избыточных измерений.

### Второй
При сопоставимой точности угловых и линейных измерений точность, передачи азимута в трилатерации существенно ниже, чем в триангуляции. Контроль осуществляется через Азимуты Лапласа, позволяющие независимо контролировать и уравнивать угловые измерения.

### Третий
В технико-экономическом отношении метод трилатерации существенно уступает триангуляции. Метод является сложным как в полевых работах, так в камеральных вычислениях.

## Характеристики
| Классы/разряды | Длина стороны, км | Ошибка стороны (Предельная относительная ошибка определения длин сторон) | Число треугольников между исходными пунктами | Минимальный угол в треугольнике, угл. градус | Минимальный угол в четырёхугольнике, угл. градус |
| -------------- | ----------------- | ------------------------------------------------------------------------ | -------------------------------------------- | -------------------------------------------- | ------------------------------------------------ |
| III класс      |                   |                                                                          |                                              |                                              |                                                  |
| IV класс       | 1—5               | 1 : 50 000                                                               | 6                                            | 20                                           | 25                                               |
| 1 разряд       | 0,5—6             | 1 : 20 000                                                               | 8                                            | 20                                           | 25                                               |
| 2 разряд       | 0,25—3            | 1 : 10 000                                                               | 10                                           | 20                                           | 25                                               |

## Применение
Трилатерация может быть использована для выявления местоположения разрядов молнии. Детекторы, действующие на общей синхронизированной системе, могут использовать разницу во времени прибытия радиоизлучения, сопровождающего разряд, чтобы определить расстояние от детектора до разряда. Такие системы могут быть полезны в лесном хозяйстве для предотвращения пожаров и при отслеживании циклонов.
Этот метод может применяться в отдельных случаях при формировании геодезических опорных сетей III, IV классов, сгущения сетей до 1, 2 разрядов. При создании государственных геодезических сетей I и II классов метод трилатерации в СССР не применялся.
В связи с развитием и повышения точности свето- и радио- дальномерной техники, спутниковых систем навигации, а также вычислительной техники и измерений расстояний, методы трилатерации приобретают всё большее значение, особенно в практике инженерно-геодезических работ.